# Doyen de Southwell

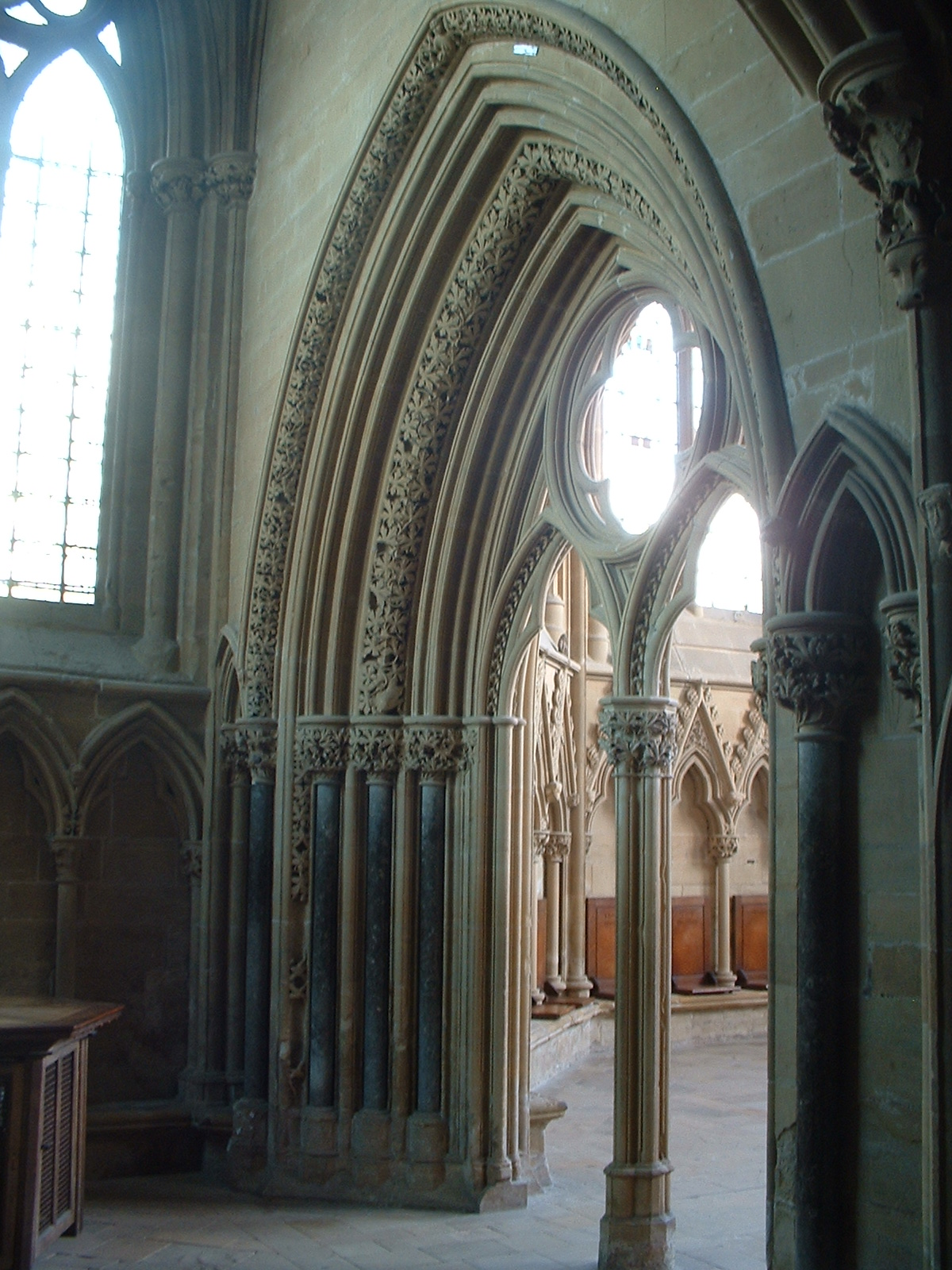
La salle capitulaire de Southwell Minster

Le doyen de Southwell (Dean of Southwell en anglais) est le président primus inter pares du chapitre des chanoines, instance dirigeante de la cathédrale de Southwell, dite Southwell Minster (titre complet : Cathedral and Parish Church of the Blessed Virgin Mary). Avant 2000, le poste était dénommé provost, ce qui était alors l'équivalent d'un doyen dans la plupart des cathédrales anglaises. La cathédrale est l'église mère du diocèse de Southwell et Nottingham et siège de l'évêque de Southwell et Nottingham. Le doyen actuel est Nicola Sullivan.

## Liste des doyens
| - 1931–1945 William Conybeare - 1945–1969 Hugh Heywood - 1970–1978 John Pratt - 1978–1991 Murray Irvine - 1991–19 Mars 2000 David Leaning (devenu Doyen) | - 19 mars 2000–2006 David Leaning - 8 septembre 2007–30 June 2014 (ret.) John Guille, - 30 juin 2014–17 septembre 2016: Nigel Coates (Acting) - 17 septembre 2016–présent: Nicola Sullivan, |